# Lev Karpov
Pour les articles homonymes, voir Karpov.

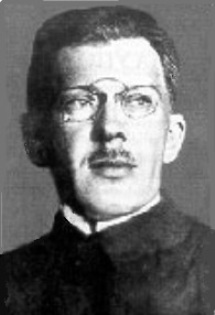
Lev Iakovlevitch Karpov

Lev Iakovlevitch Karpov (en russe : Лев Я́ковлевич Ка́рпов), né le 30 avril 1879 (12 mai dans le calendrier grégorien) à Kiev et mort le 6 janvier 1921 à Moscou, est un chimiste et révolutionnaire russe.

## Biographie
Karpov est le troisième fils d'un négociant russo-ukrainien ruiné. Il s'engagea très jeune dans la Ligue pour l'émancipation de la classe ouvrière et dès 1898 - devient membre du Parti ouvrier social-démocrate de Russie (POSDR). En 1900, il est l'un des fondateurs de la section de Voronej de l’Union nordiste des Travailleurs. En 1903, le Comité central l'envoie à Samara pour y prendre la direction de la section Est du Parti. Élu en 1904 au comité central du POSDR (jusqu'en 1905), il retourne à Kiev comme président de la section sud du parti. Au cours de la révolution russe de 1905, il prend part au soulèvement de Moscou en décembre 1905. De 1906 à 1907 il devient secrétaire général de la section moscovite du POSDR et est arrêté à plusieurs reprises.
Karpov étudie à l'École technique de Moscou dont il sort diplômé en 1910. Il travaille comme ingénieur dans l'industrie chimique et participe à l'organisation de la production nationale d'essence de térébenthine, de chloroforme, de colophane et de chlore liquéfié. En 1915 il est nommé directeur du complexe chimique Bondiouchski Savod (1868), dans les environs de Bondioujsk, où Dmitri Mendeleïev a travaillé.
Après la révolution d'Octobre, Karpov est porté en 1918 au Conseil suprême de l'économie nationale de la RSFSR et responsable du secteur de la chimie. Il crée d'emblée le Laboratoire central de chimie de Moscou (l'actuel Institut Karpov de chimie physique). Il est en outre membre de la commission spéciale de surveillance de l'Armée rouge.
Karpov succombe à une brève maladie et repose dans la nécropole du mur du Kremlin. Il épouse Anna Samoïlovna Louvitchouk (1883–1968), révolutionnaire comme lui, et qui devient directrice de l’Institut moscovite de philosophie, d'histoire et de littérature (1935–1940), puis du musée historique de Moscou (1940–1962).